# Фоторефракционная кератэктомия

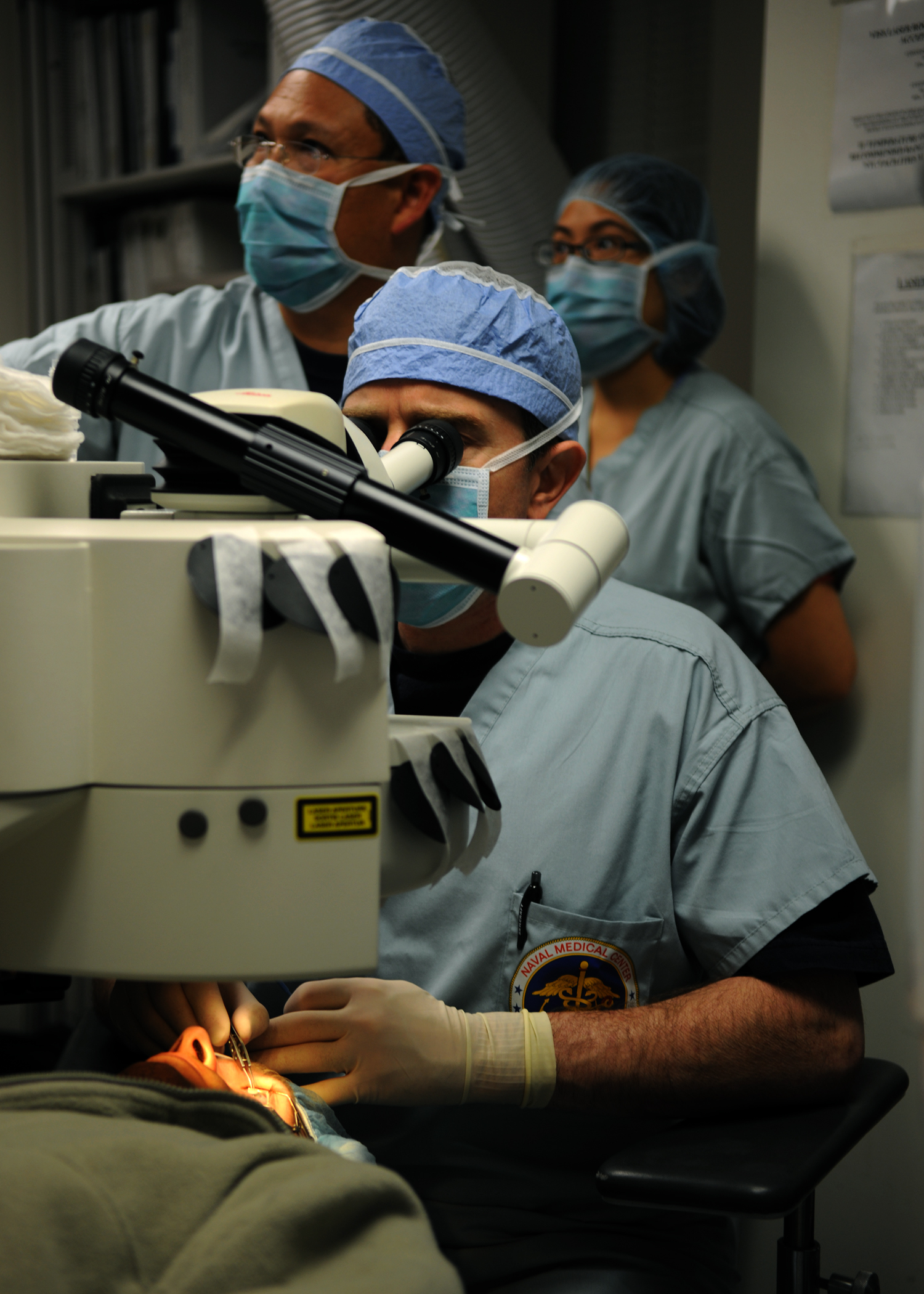
Фоторефракционная кератэктомия

Фоторефракционная кератэктомия (ФРК; англ. Photorefractive keratectomy, PRK) — один из основных видов лазерной коррекции зрения, при котором эксимерный лазер удаляет путём испарения (абляции) поверхностный слой роговицы глаза с целью достижения рефракционного эффекта за счёт изменения кривизны внешней поверхности роговицы.

## Особенности операции
Роговица глаза имеет слоистую структуру: эпителий, боуменова мембрана, строма, десцеметова оболочка, задний эпителий (эндотелий). Устойчивый рефракционный эффект достигается только при изменении геометрии стромы (основного слоя роговицы). Достижение стромы является серьёзной проблемой, поэтому все разновидности ФРК, имея целью абляцию слоев стромы (собственно рефракционный этап операции), различаются способом «прохождения» двух первых слоев: эпителия и боуменовой оболочки. Стандартная «классическая» ФРК в качестве первого этапа операции предполагает просто механическое удаление (скарификацию) эпителия и боуменовой мембраны. Есть варианты комбинации химического и механического удаления эпителия, называемые LASEK, эпи-LASEK. При этом время, затрачиваемое на данную процедуру, занимает больше половины всего времени операции.
В настоящее время при проведении ФРК постепенно набирает популярность предоперационная деэпителизация тем же эксимерным лазером, который проводит рефракционный этап. Хотя это, по мнению врачей, дает значимый выигрыш в послеоперационном состоянии роговицы глаза, общего названия методики пока не выработано. В России чаще всего употребляется термин «трансэпителиальная». В иностранных публикациях она встречается под обозначениями «ASA», «ASLA», «C-Ten» и «TransPRK». Проводится сканирующим лучом лазера.
Более щадящей процедурой деэпителизации является абляция эпителия эксимерным лазером с широким лучом, захватывающим сразу всю зону операции (широкоапертурный лазер). В этом случае за минимальное время слои роговицы, предшествующие строме, просто исчезают (холодная абляция), формируя исключительно ровный край зоны операции и оставляя гладкую поверхность стромы. Переход от этапа деэпителизации к рефракционному этапу фиксируется хирургом, визуально наблюдающим за появлением стромы в зоне операции (характер свечения стромальной ткани в лучах подсветки при лазерном воздействии отличается от свечения эпителия и боуменовой мембраны). Для стороннего наблюдателя этот переход просто незаметен. Уменьшение травматичности и отсутствие механических дефектов поверхности стромы и края зоны операции при проведении деэпителизации влечёт за собой существенное улучшение качества послеоперационного зрения и снижает вероятность осложнений.
Трансэпителиальная фоторефракционная кератэктомия (или ТрансФРК) бывает двух типов. Описанный выше двухэтапный подход проводится на лазерах, выпущенных в 1990-х годах и в начале 2000-х. С помощью лазеров последнего поколения можно проводить операции ТрансФРК, результат которых не может испортить ошибка хирурга — одномоментная ТрансФРК. Подробнее о разнице между подходами в статье Трансэпителиальная фоторефракционная кератэктомия.

## Применение Митомицина-С
Для уменьшения рисков образования помутнения роговицы (так называемого «хейза», англ. haze) может быть кратковременно, в течение одной минуты, использован 0,02 % раствор препарата «Митомицин-С» из класса цитостатиков, но в ряде случаев это приводит к развитию синдрома сухого глаза. Особенно это важно при коррекции близорукости средних и высоких степеней. В России данный препарат не сертифицирован для применения в офтальмологии, поэтому в клиниках применяют его «off lable», то есть по показаниям, не указанным в инструкции.

## Преимущества ФРК
- Максимально достижимая безопасность вмешательства за счет минимизации физического воздействия, а также отсутствия механических манипуляций с глазом (в случае лазерной деэпителизации при «трансэпителиальная ФРК»).
- Эволюционная отработанность реакции организма на нарушение защитного эпителиального слоя позволяет хорошо прогнозировать ход послеоперационного восстановления. Медикаментозно угнетается лишь излишняя активность процессов заживления, которая может привести к рубцеванию и нарушению прозрачности роговицы.
- Практически не измененная физическая прочность глаза, поскольку после операции между стромой и нарастающим эпителием формируется фиброцеллюлярная мембрана, превосходящая по прочности аблированную боуменову оболочку.
- Как следствие, отсутствие дополнительных ограничений на физические нагрузки и образ жизни пациента в отдаленном послеоперационном периоде.

## Недостатки ФРК
- Выраженный послеоперационный дискомфорт до момента полной эпителизации зоны операции: 3–4 дня (для трансэпителиальной ФРК это время составляет 1–2 дня).
- Длительное (до 1 месяца) восстановление зрительных функций в полном объеме.
- Значимая вероятность послеоперационного помутнения роговицы (не для трансэпителиальной ФРК).